# لس دونشایر
لس دونشایر (انگلیسی: Les Devonshire; ۱۳ ژوئن ۱۹۲۶ – ۱۹ دسامبر ۲۰۱۲) بازیکن فوتبال اهل بریتانیا بود.
از باشگاه‌هایی که در آن بازی کرده‌است می‌توان به باشگاه فوتبال مارگیت، باشگاه فوتبال کریستال پالاس، باشگاه فوتبال ویلدستون، باشگاه فوتبال کویینز پارک رنجرز، باشگاه فوتبال کانتربوری سیتی، و باشگاه فوتبال برنتفورد اشاره کرد.